# أراض مكتسبة
في الولايات المتحدة الأمريكية، تشير الأراضي المكتسبة (بالإنجليزية: Acquired Lands)‏ إلى فئة من الأراضي العامة تحت الملكية الفيدرالية، حصلت عليها الحكومة الفيدرالية من خلال الشراء أو الإدانة أو الهدية أو المقايضة.